# ディスコ湾

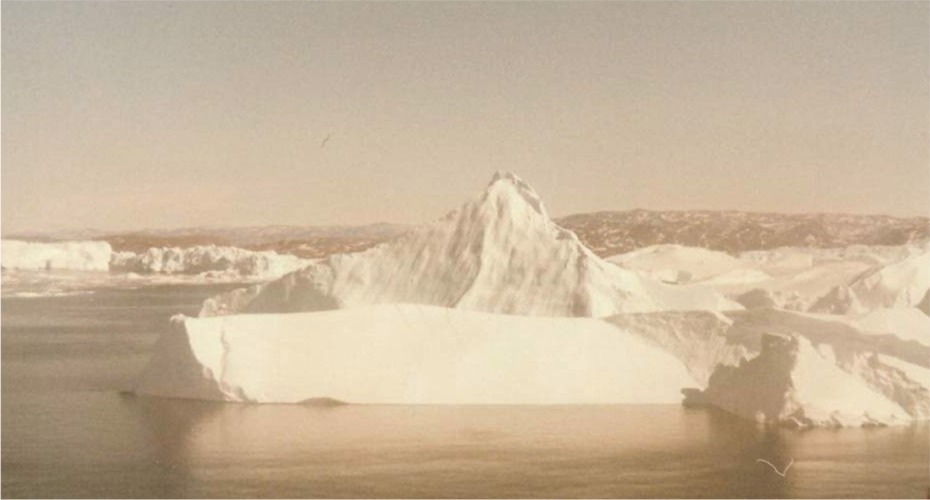
ディスコ湾の氷山

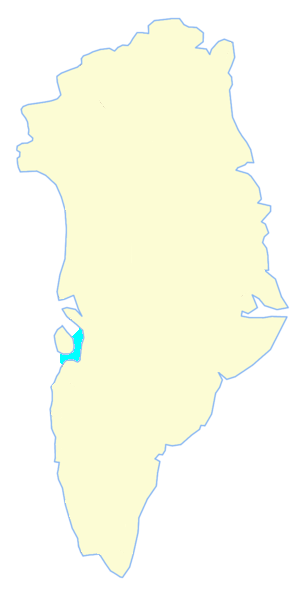
グリーンランド内のディスコ湾の位置

ディスコ湾（ディスコわん）はグリーンランド西部とディスコ島の間にある湾。沿岸の町として、イルリサットやアシアート、オカーツトなどがある。
10世紀にノース人が進出してからは、捕鯨やセイウチ狩り、アザラシ狩りの場として利用され、牙や皮などはヨーロッパとの交易品として用いられた。イヌイットとの交易も行われていたと考えられている。しかし、15世紀頃になると小氷期により、ノース人は消滅することとなる。西洋人が再び、表れたのは18世紀のこととなる。
現在のディスコ湾はイルリサットをはじめとする観光地としても知られており、天候も比較的安定しているため、氷山めぐりなどが行われている。また、南部にはラムサール条約登録地のキツィッスングイト諸島があり、一帯はキョクアジサシ、ケワタガモ、ニシツノメドリなどの繁殖地であるが、冬に氷を越えて島に到着した後、春に取り残されたホッキョクギツネの存在は鳥の繁殖にとっての大きな脅威である。